# Охотівка
Охоті́вка — село в Україні, у Коростенському районі Житомирської області.
Населення становить 252 особи.

## Історія
За одною з версій 1826 року тут народився Віктор Бродзький, польський скульптор (пом. 1902 у Римі).
У 1906 році — село Лугинської волості Овруцького повіту Волинської губернії. Відстань від повітового міста 75 верст, дворів 69, мешканців 433.
У 1925—63 роках — адміністративний центр Охотівської сільської ради

## Населення

### Мова
Розподіл населення за рідною мовою за даними перепису 2001 року:
| Мова       | Кількість | Відсоток |
| ---------- | --------- | -------- |
| українська | 252       | 100%     |

## Галерея

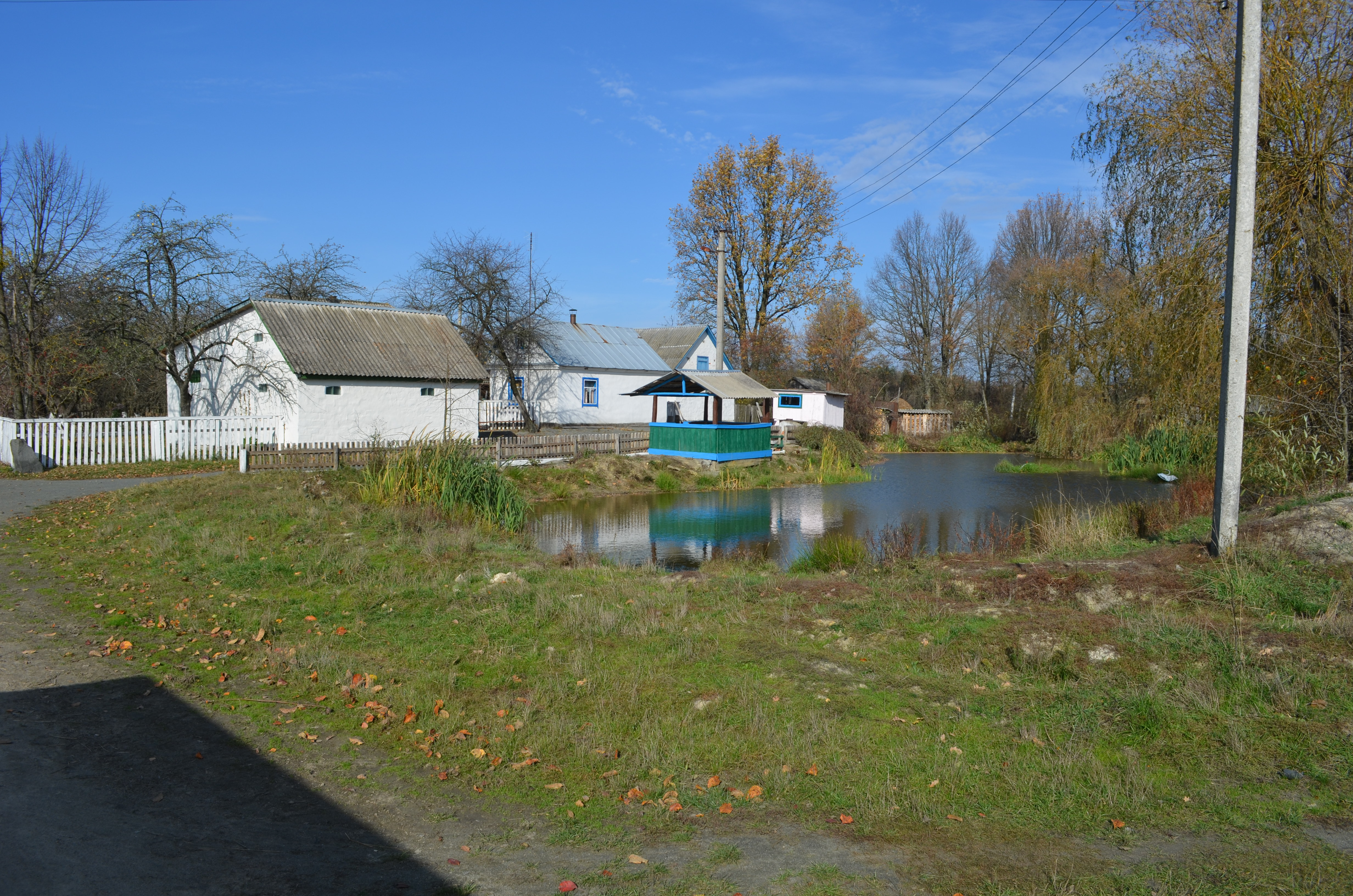
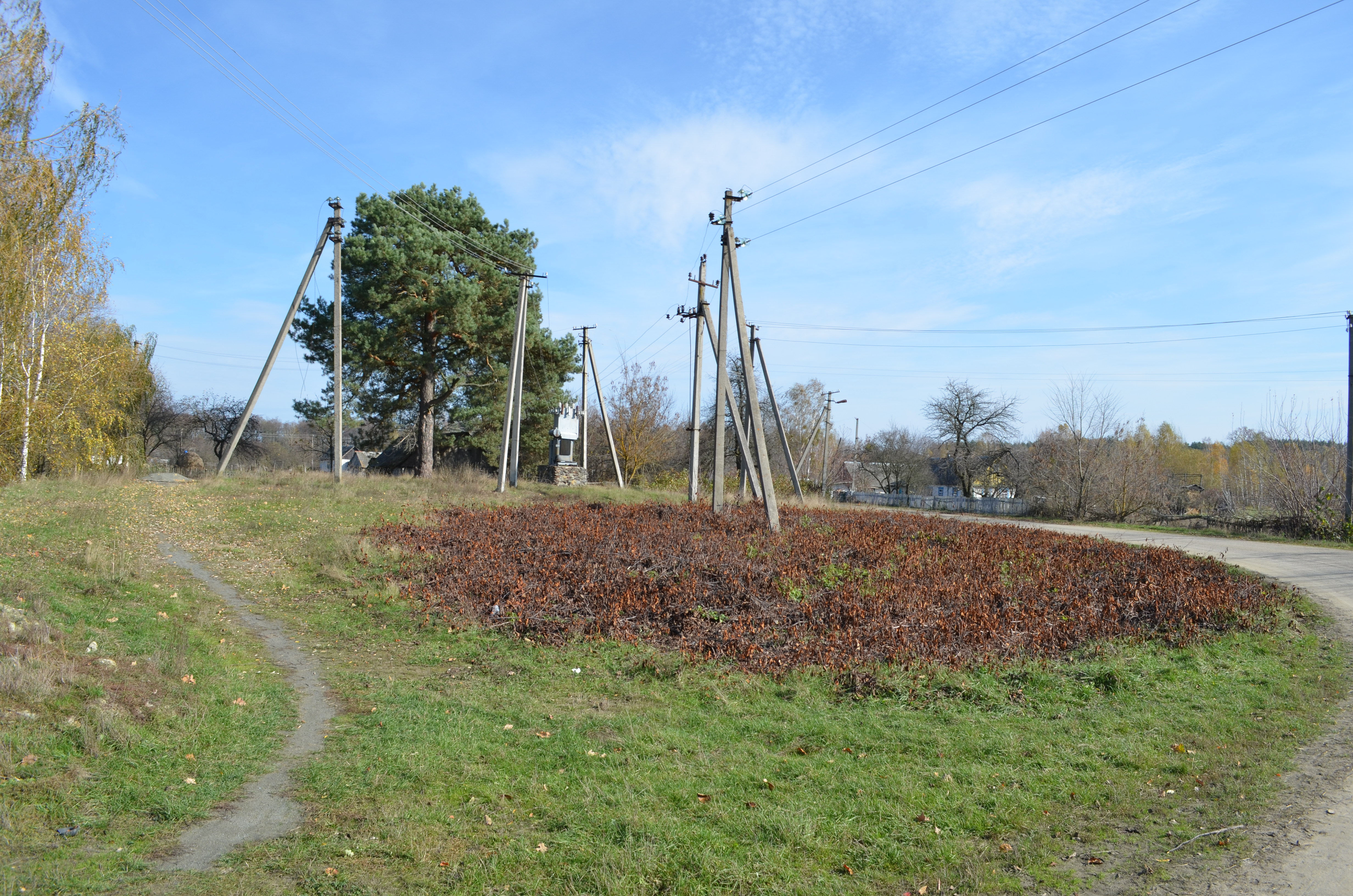
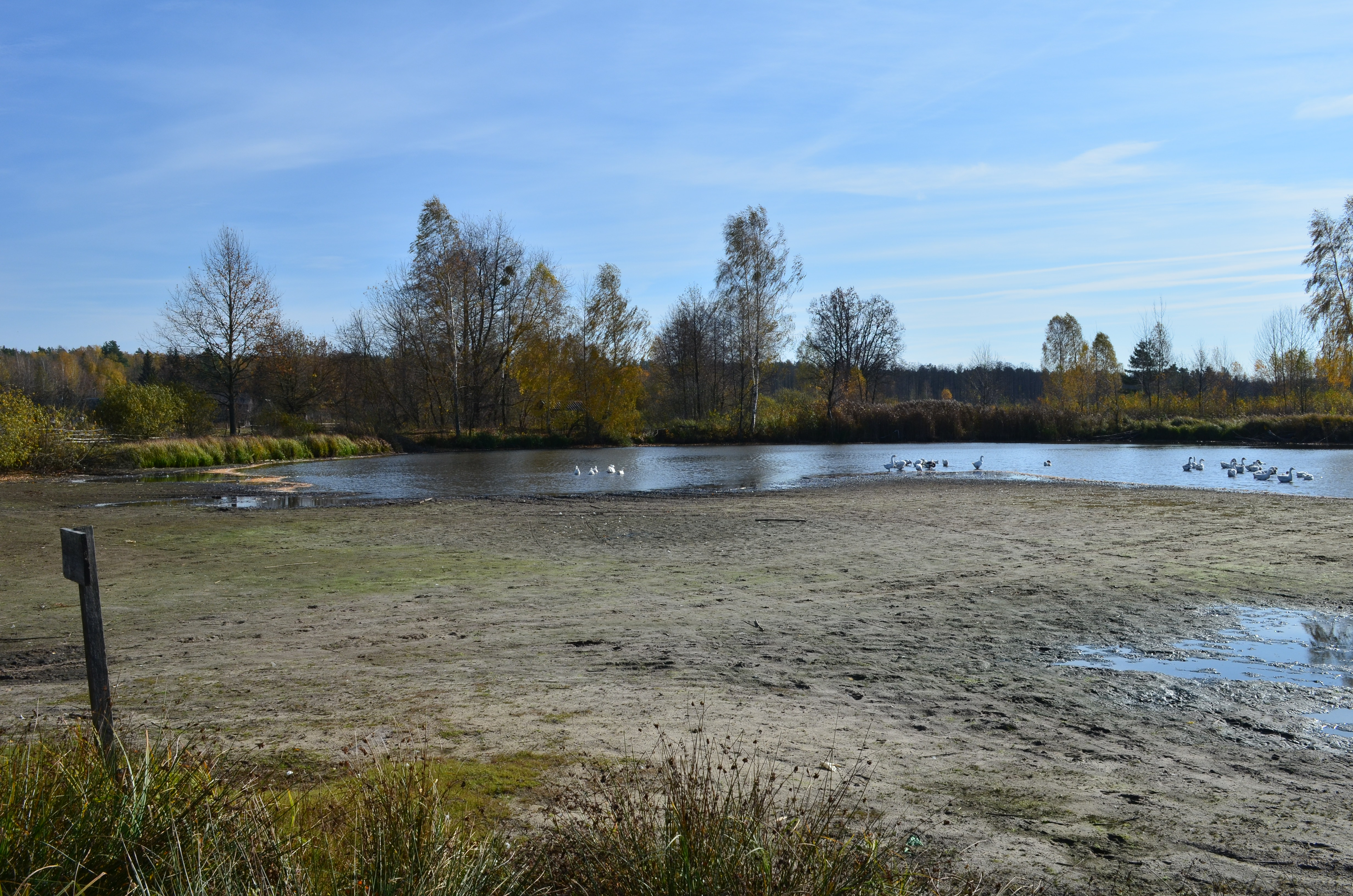
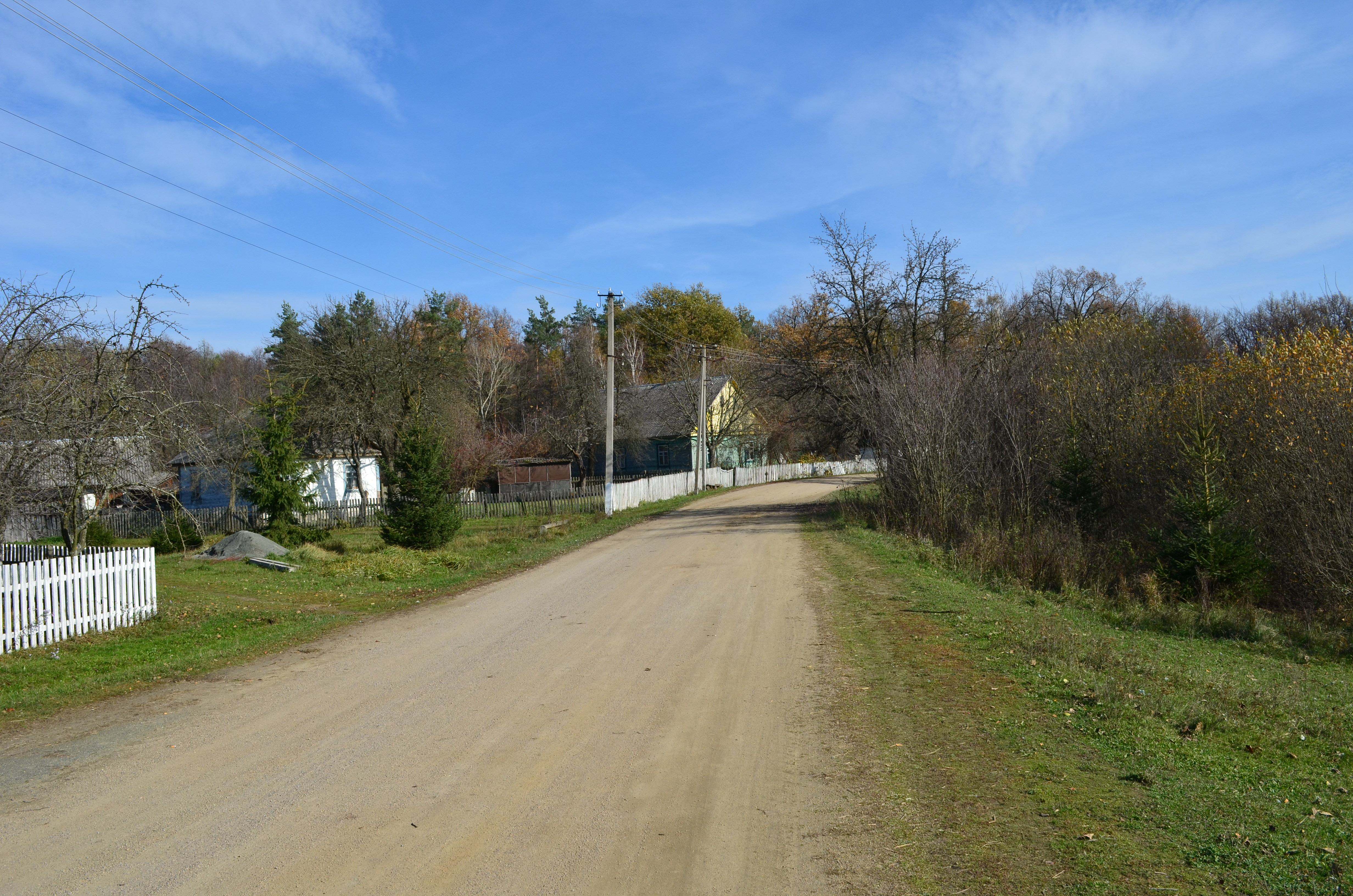

## Відомі люди
- Бутрик Віктор Іванович (1981—2014) — солдат Збройних сил України, учасник російсько-української війни.